# Ли Янджи
Ли Янджи (яп. 李 良枝, イ・ヤンジ, кор. 이양지, англ. Lee Yangji 15 марта 1955 — 22 мая 1992) — японская писательница, кореянка-дзайнити во втором поколении. При натурализации приняла имя Танака Ёсиэ (яп. 田中 淑枝).

## Жизненный путь
Родилась в городке Нисикацура, префектура Яманаси. Когда она училась в начальной школе её родители получили японское гражданство, и она также автоматически стала гражданкой Японии. В 1973 году перевелась из старшей школы Ёсида города Фудзиёсида, префектура Яманаси, в школу Ōки в городе Киото. В старшей школе будущая писательница заинтересовалась традиционной музыкой и танцами и мечтала стать преподавателем игры на кото, но благодаря школьному учителю истории сильнее задалась вопросом своей корейской идентичности. В 1975 году поступила на факультет общественных наук Университета Васэда, но бросила учёбу в первом семестре.
В мая 1980 года она впервые посетила Республику Корея, и с тех пор неоднократно посещала историческую родину. В Корее Ли Янджи вдохновилась традиционным искусством: шаманским танцем (мусок), музыкальным инструментом каягым и корейской народной песней пхансори. В 1982 году поступила в Сеульский национальный университет на отделение корейского языка и словесности. Во время учёбы в университете она дебютировала в качестве писателя, опубликовав в журнале «Гундзо» повесть «Грустная бабочка» (кор. 나비 타령, наби тарён), в которой рассказывалось о жизни корейской семьи в Японии, и затрагивалась проблема дискриминации корейцев-дзайнити. Повесть была номинирована на 88-й премию Акутагавы. Кроме того, были номинированы на премию Акутагавы и её произведения «Ныряльщица» (1983) и «Время» (1984).
В 1988 году Ли Янджи окончила Сеульский национальный университет. Тема дипломной работы — «Мир мифа о Пари Конджу (брошенная принцесса)». В 1989 году он получил 100-ю премию Акутагавы за повесть «Юхи», став первой женщиной-кореянкой, получившей эту награду (до этого из писателей-дзайнити получал премию Акутагавы Ли Хёсон). В 1992 году, во время обучения в магистратуре женского университета Ихва по классу традиционного танца , она начала писать роман «Голос камня», также помогая своей младшей сестре в издании четырёхъязычного журнала «we’re». 22 марта 1992 года Ли Янджи скончалась в возрасте 37 лет от вирусного миокардита, вызванного острой пневмонией.
Первая глава «Голоса камня», была опубликована в журнале «Гундзо» посмертно. К первой годовщине смерти писательницы, 22 мая 1993 года, издательство Коданся опубликовало «Полное собрание сочинений Ли Янджи». Произведения Ли Янджи переведены и опубликованы на корейском и китайском языках.

## Творчество
По сюжету повести «Грустная бабочка», выросшая в Японии девушка-кореянка чувствует, будто живёт одновременно в двух мирах: в реальном японском и, в то же время, неясном корейском. Однажды девушка услышала, как звучит корейская цитра каягым, и в ней вдруг проснулась её корейская идентичность. Помимо конфликта идентичностей она переживает развод родителей и собственный неудачный роман с женатым человеком. Страдая в Японии, она решает переехать в Корею и начать новую жизнь. История девушки развивается в произведении "Обратная сторона теневой картинки". Переехав в Сеул, в мечтах о новой жизни она чувствует себя чужой, так как не владеет корейским языком на должном уровне. Тема поиска национальной идентичности и разрушения иллюзий получает развитие в повести «Тёмно-рыжий день».
Повесть «Юхи», удостоившаяся премии Акутагавы, описывает образ молодой кореянки-дзайнити по имени Юхи, которая отправляется на учёбу в Корею, где собирается изучать корейскую словесность в университете и хочет найти свои корни и идентичность. Однако вскоре она находит, что жизнь в Корее сильно отличается от привычной ей жизни в Японии и испытывает разочарование. Юхи не нравится корейский язык, она читает только японские книги. Не закончив первый год обучения, она покидает Корею под предлогом проблем со здоровьем. В этой повести широко раскрывается проблема двойной идентичности, её амбивалентности, описывается переход от восторга и идеализации исторической родины к разочарованию действительностью. В роли рассказчика в повести выступает незамужняя корейская женщина средних лет, которая была соседкой Юхи по съёмному жилью. Рассказчик сочувствует главной героине, Юхи, но одновременно и критикует её однобокий подход к корейцам и корейской жизни.
В творчестве Ли Янджи многократно поднимаются этические проблемы, связанные с идентичностью и дискриминацией, перед её персонажами всегда стоит дилемма выбора идентичности и поиска своего места. Для манеры Ли Янджи характерна лаконичность и точность предложений, она часто вводит в текст корейские слова в японской транскрипции. Как отметила сама писательница, «неправильное понимание языка часто приводит как к непониманию и конфликтам между разными культурами, так и к личностным проблемам и разочарованию».